# Cannabis en Jamaïque

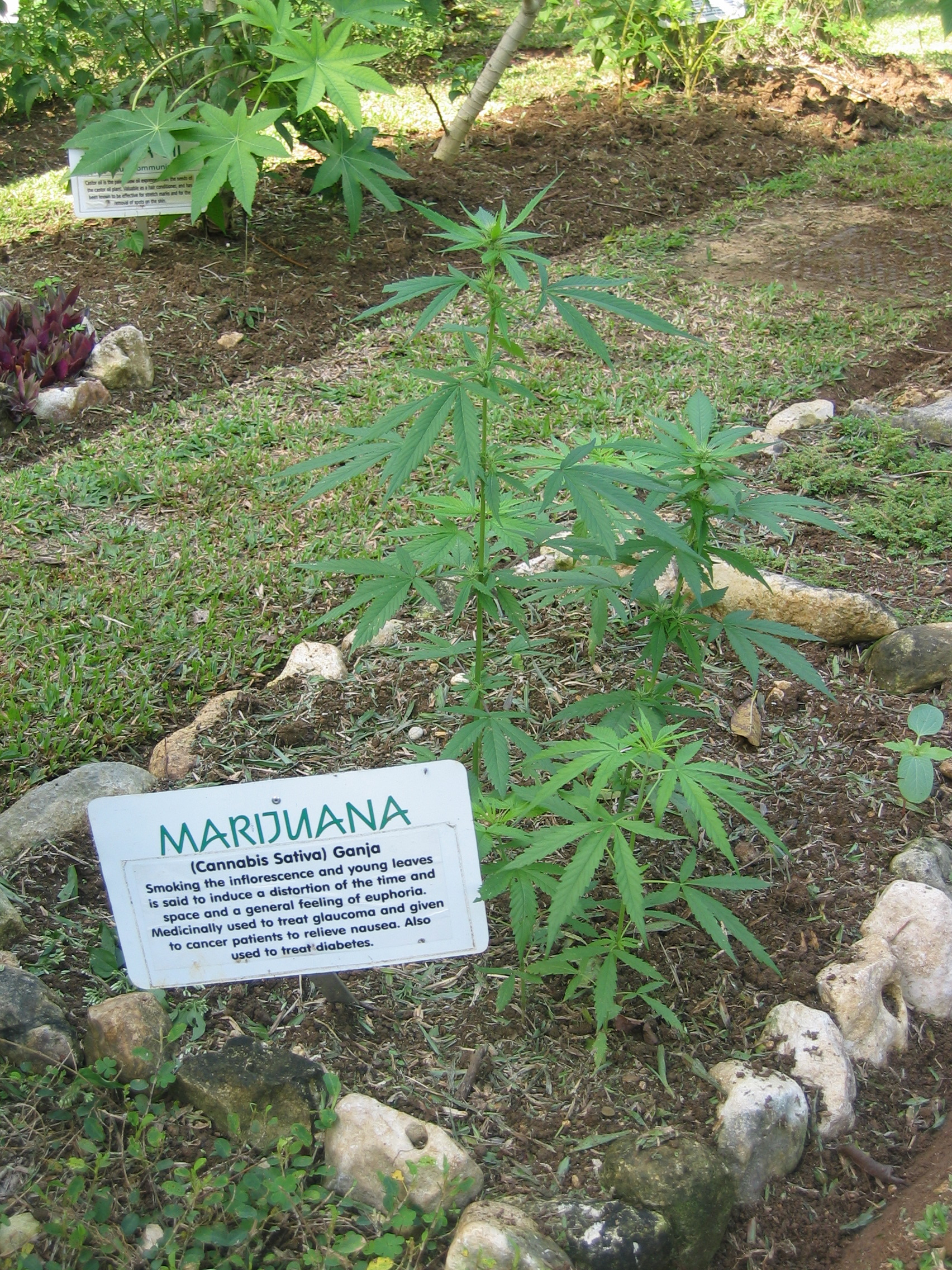

Introduit vers 1860,,, le cannabis est interdit en Jamaïque depuis 1913 même si la législation s'est largement assouplie depuis l'indépendance en 1962.
La vente (du moins, en petite quantité) n'est passible que d'une amende.
Depuis 2015, la possession de cannabis y est dépénalisée.